# Sahib Jamal Begum
Sahib Jamal Begum (in persiano صاحب جمال‎; Herat, ... – Lahore, 25 giugno 1599) è stata una nobildonna afghana, che divenne una delle consorti del principe indiano Salim Mirza, che nel 1605, dopo la morte di Sahib Jamal, sarebbe divenuto il quarto imperatore Moghul, col nome di Jahangir.

## Biografia
Nacque a Herat, in Afghanistan, nella seconda metà del XVII secolo. Suo padre era Khwaja Hasan, un eminente figura religiosa di origini turche, che era stato consigliere spirituale dell'imperatore Moghul Akbar, nonché zio di uno dei suoi più importanti statisti, Zain Khan Koka. Era nota come una donna bellissima, colta e istruita, dalle maniere perfette. 
Sul finire del 1586, suo padre la diede in sposa al principe Salim, figlio maggiore di Akbar. In occasione delle nozze, venne ribattezzata Sahib Jamal ("Signora della bellezza"), nome con cui è nota, mentre a oggi il suo nome di nascita è ignoto. Nel corso dei successivi otto anni, diede al marito un figlio, Parviz Mirza, nato nel 1589, e due figlie morte neonate. 
Il rapporto con Salim s'incrinò nel 1596, quando lui s'infatuò di Khas Mahal, figlia di Zain Khan Koka e nipote di Sahib Jamal. Sahib cercò l'appoggio di Akbar per vietare il matrimonio e il suocero l'accontentò, non approvando che due donne strettamente imparentate fossero mogli dello stesso uomo, ma alla fine cedette alla caparbietà del figlio e il matrimonio fu celebrato nello stesso anno. 

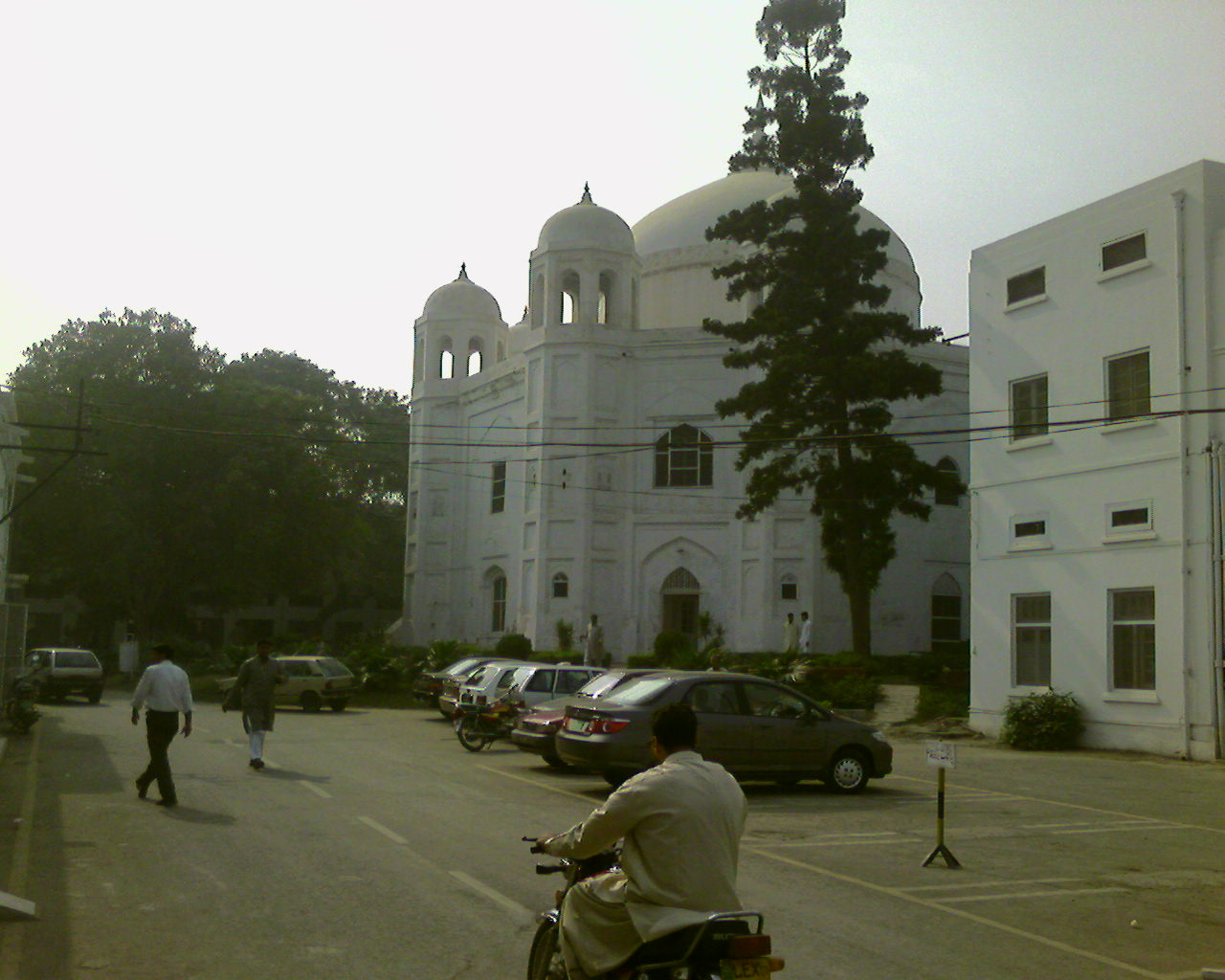
Mausoleo di Sahib Jamal, vista esterna

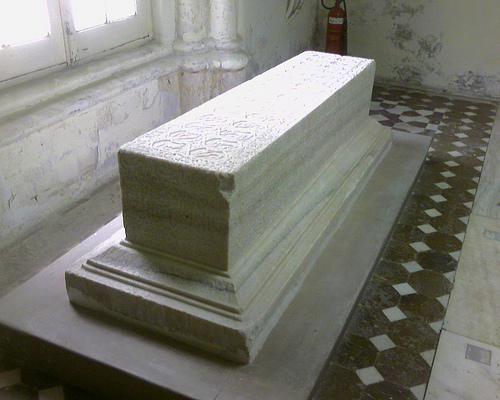
Sarcofago di Sahib Jamal

Sahib Jamal morì il 25 giugno 1599, a Lahore, e fu sepolta lì in un mausoleo a suo nome. Una popolare leggenda trasformò poi il suo mausoleo in quello della leggendaria concubina Anarkali, che sarebbe stata murata viva dopo aver avuto una relazione proibita con Salim mentre era la favorita di suo padre Akbar. Il sarcofago interno è di marmo bianco, scolpito con i 99 nomi di Dio e un lungo epitaffio che parla dell'amore di Sahib Jamal per il marito, ed è considerato uno dei pezzi più belli della scultura Moghul.
Nel 1605, Salim salì al trono come nuovo imperatore, assumendo il nome di Jahangir.

## Discendenza
Da suo marito, ebbe un figlio e due figlie:
- Parviz Mirza (1589 - 1626). Secondogenito maschio di Jahangir, fu giudicato non idoneo al trono a causa del suo carattere debole;
- Una figlia (nata il 21 gennaio 1591). Nata dopo un travaglio di otto ore e mezza, sembrava sana alla nascita, ma morì prima che suo nonno Akbar potesse nominarla;
- Una figlia (nata il 14 ottobre 1594). Morì neonata prima di poter ricevere un nome.